# Fairfield (Vermont)
Fairfield és una població dels Estats Units a l'estat de Vermont. Segons el cens del 2000 tenia 1.800 habitants.

## Demografia
Segons el cens del 2000, Fairfield tenia 1.800 habitants, 620 habitatges, i 486 famílies. La densitat de població era de 10,3 habitants per km².
Dels 620 habitatges en un 40% hi vivien nens de menys de 18 anys, en un 65% hi vivien parelles casades, en un 8,5% dones solteres, i en un 21,6% no eren unitats familiars. En el 16% dels habitatges hi vivien persones soles el 4,2% de les quals corresponia a persones de 65 anys o més que vivien soles. El nombre mitjà de persones vivint en cada habitatge era de 2,9 i el nombre mitjà de persones que vivien en cada família era de 3,23.
Per edats la població es repartia de la següent manera: un 30,4% tenia menys de 18 anys, un 6,2% entre 18 i 24, un 32,2% entre 25 i 44, un 23,6% de 45 a 60 i un 7,6% 65 anys o més.
L'edat mediana era de 35 anys. Per cada 100 dones de 18 o més anys hi havia 99,8 homes.
La renda mediana per habitatge era de 44.219 $ i la renda mediana per família de 48.542 $. Els homes tenien una renda mediana de 31.756 $ mentre que les dones 24.258 $. La renda per capita de la població era de 17.307 $. Entorn del 5,9% de les famílies i el 9,3% de la població estaven per davall del llindar de pobresa.

## Personatges il·lustres
- Chester A. Arthur (1829 - 1886) polític, 21è President dels Estats Units.